# Weltspieltag
Der Weltspieltag ist ein internationaler Aktionstag mit dem Ziel, Kinder und Erwachsene verschiedener sozialer Schichten durch das Spielen einander näher zu bringen und den Spaß am Spielen zu fördern. Er wird am 11. Juni begangen.

## Geschichte
Der Weltspieltag wurde als World Play Day 1999 auf der 8. Konferenz der International Toy Library Association (ITLA) in Tokio ins Leben gerufen. In den folgenden Jahren wurden in zahlreichen Ländern an diesem Tag landesweite Veranstaltungen verschiedener Art durchgeführt. 2006 nahmen die deutschen Ludotheken erstmals mit einer gemeinsamen Aktion am Weltspieltag, der von der UNO 2000 jeweils für den 28. Mai eines Jahres proklamiert wurde und inzwischen auch durch die UNESCO Unterstützung erfährt, teil. Seit 2024 wird der Tag am 11. Juni begangen, nachdem die Vereinten Nationen den International Day of Play in die offizielle Liste der UN-Gedenktage aufgenommen haben.  Wunsch der Veranstalter ist es, Kinder und Erwachsene verschiedener sozialer Schichten durch das Spielen einander näher zu bringen und den Spaß am Spielen zu fördern.

### Weltspieltag in Deutschland
In Deutschland bzw. im deutschsprachigen Raum koordiniert das Deutsche Kinderhilfswerk e.V. die dezentralen Aktivitäten seit 2008 im Rahmen des „Bündnis für Recht auf Spiel“. Das Motto im Jahr 2025 lautet „Lasst uns spielen – mit allen Sinnen!“. Die Veranstalter wollen damit laut eigener Aussage auf die Verknüpfung von Spiel und Kultur aufmerksam machen.